# ブリテン・ノーマン トライランダー
ブリテン・ノーマン トライランダー
オーリニー・エアサービスのトライランダー
- 用途：旅客機
- 分類：ナローボディ
- 製造者：ブリテン・ノーマン
- 初飛行：1970年9月11日
- 生産数：72機
- 運用状況：運用中

ブリテン・ノーマン トライランダー (BN-2A Mk III Trislander) は3発ピストンエンジンの18座席の旅客機である。製造メーカーはイギリスのブリテン・ノーマンである。名前は3を意味するtriと原型としたislander(アイランダー)を足した造語である。

## 概要
ブリテン・ノーマン アイランダーの改良機として1968年に計画され、搭載能力を増やすため胴体の延長や脚の改造とともに3発目のエンジンを垂直尾翼上部に搭載した。1970年9月11日に初飛行した。450mの飛行場から離陸できるSTOL性能と、不整地での運用が可能である。中央エンジンを垂直尾翼に突き刺すという独創的な配置が特徴だが、その構造上ラダーの面積が不足するため二重ヒンジを採用して解決策としている。同じ方法はアメリカのダグラス DC-10でも採用されている。
国内でも1980年代に日本内外航空により鹿児島空港をベースとして離島路線で運航されていた。しかし2005年現在、国内に登録されている機体はない。

## スペック
- 最高速度:309km/h
- 巡航速度:298 km/h
- 座席数:最大18席
- 航続距離:約1,300 km
- 全長:13.33 m
- 全幅:16.15 m
- 全高:4.06 m
- 翼面積:31.3 m2
- 自重:2,277 kg
- 最大離陸重量:4,082 kg
- エンジン:ライカミングO-540 260hp×3基[1]

## 基本型・派生型
BN-2A Mk III-1
- 最初の派生形で、ノーズが短い形状となっている。

BN-2A Mk III-2
- ノーズを延長し、離陸重量を向上した。

BN-2A Mk III-3
- アメリカ国内での運航に対応した派生形。

BN-2A Mk III-4
- III-2にジェット推進機を追加した派生形。

この他計画のみの仕様として防音客室やコクピット・エンジンの近代化を行う「BN-2A Mk III-5」、軍用型の「トライランダーM」が存在した。

## 導入した主な航空会社
- ケイマン航空
- ローガンエアー
- ユニー航空
- エア・パシフィック
- ボツワナ国防軍